# Предавателно отношение
Предавателното отношение е отношението между броя на зъбите на две зацепени зъбни колела или две зъбни колела свързани с верига, или окръжността на две ролки свързани посредством ремък.

## Описание
В снимката от дясно по-малкото зъбно колело има 13 зъба, а по-голямото 21. Оттук предавателното отношение е 13/21 или 1/1,62 (1:1,62). Това означава, че при всеки оборот на малкото зъбно колело, голямо колело ще извършва 0,81 оборота.
Да предположим, че най-голямото колело на снимката има 42 зъба. В този случай предавателното отношение между първото и второто зъбно колело ще бъде 21/42 или 1/2. За всеки оборот на най-малкото зъбно колело, най-голямото ще извършва 0,62/2 или 0,31 оборота – пълното редуциране ще бъде 1:3,23.
Тъй като средното зъбно колело е свързано директно с малкото и голямото, то може да бъде извадено от изчисленията, което дава предавателно отношение 42/13 = 3,23. Ако въртящият момент не се предава на вал свързан със средното зъбно колело, то то се нарича паразитно.
Броят на зъбите на зъбното колело е пропорционален на обиколката му. По тази причина предавателното отношение може да бъде представено като отношението между обиколките на двете зъбни колела (където d е диаметъра на малкото, а D диаметъра на голямото зъбно колело):
{\displaystyle gr={\frac {\pi d}{\pi D}}={\frac {d}{D}}}
Диаметърът е равен на радиуса по 2:
{\displaystyle gr={\frac {d}{D}}={\frac {2r}{2R}}={\frac {r}{R}}}.
Тъй като зъбите не позволяват приплъзване между двете зъбни колела, можем да допуснем, че техните скорости са равни в зоната на контакт:
{\displaystyle v_{d}=v_{D}\rightarrow \omega _{d}r=\omega _{D}R\rightarrow {\frac {r}{R}}={\frac {\omega _{D}}{\omega _{d}}}}
от тук и
{\displaystyle gr={\frac {\omega _{D}}{\omega _{d}}}}
Това показва, че предавателно отношение е пропорционално на отношението между диаметрите и обратнопропорционално на отношението между скоростите на зъбните колела.
Броят на зъбите е решаващ за предавателното отношение. Разликите в диаметъра са без значение, стига зъбните колела да са зацепени добре. Измерването на диаметъра е от значение при определяне на приблизителното предавателно отношение на ролки свързани посредством ремък. Гладките ремъци могат да се приплъзват, така че дори диаметрите на ролките да са известни, предавателното отношение ще варира, в зависимост от натоварването, по време на работа.
Таблица съдържаща предавателните отношения на шест скоростна ръчна трансмисия на Шевролет Корвет С5 Z06 при различни скорости:
| Предавка         | Предавателно отношение |
| ---------------- | ---------------------- |
| първа скорост    | 2.97:1                 |
| втора скорост    | 2.07:1                 |
| трета скорост    | 1.43:1                 |
| четвърта скорост | 1.00:1                 |
| пета скорост     | 0.84:1                 |
| шеста скорост    | 0.56:1                 |
| задна            | 3.28:1                 |

## Паразитни зъбни колела
При поредица свързани зъбни колела предавателното отношение зависи от броя на зъбите на първото и последното зъбно колело. Междинните, без значение от размера им, не променят крайния резултат. Поставянето на всяко от тях променя единствено посоката на движение на последното зъбно колело. Ако са нечетен брой, последното ще се върти по посока на първото.
Междинно зъбно колело, което не задвижва вал отговорен за извършване на дадена задача, се нарича паразитно. Понякога едно паразитно зъбно колело може да се използва за промяна посоката на движение. В този случай, то се нарича реверсивно.
Паразитните зъбни колела могат да предават движение между отдалечени валове в ситуации, когато е невъзможно увеличаването на размера им за бъдат свързани директно. Така не само ще заемат повече място, но теглото и инерциионния момент на зъбното колело са равни на радиуса му на четвърта степен. Вместо паразитни зъбни колела може да бъде използвана ремъчна предавка (напр. със зъбен ремък) или верижна предавка, които да предават въртящия момент.